# Tillandsia lutheri
Tillandsia lutheri là một loài thực vật có hoa trong họ Bromeliaceae. Loài này được (Manzan. & W.Till) J.R.Grant mô tả khoa học đầu tiên năm 2004.